# Filoteu I de Constantinopla
Filoteu I de Constantinopla (Tessalônica ca. 1300 – Constantinopla 1379), dito Cocino (Kokkinos), foi o patriarca de Constantinopla entre novembro de 1353 e 1354 e novamente entre 1364 e 1376.
Ele foi apontado patriarca pela primeira vez pelo imperador bizantino João VI Cantacuzeno, foi deposto por João V Paleólogo em 1354 e restaurado novamente pelo patriarca Calisto I de Constantinopla. Ele era contra a reunião da Igreja Ortodoxa com a Igreja Católica e se opunha ao imperador João V, que pretendia negociar a reunião com os papas Urbano V e Gregório XI. Ele é considerado um santo pela Igreja Ortodoxa, sendo comemorado no dia 8 de outubro.

## Primeiros anos
Quase nada se sabe sobre seus primeiros anos, exceto que ele era um nativo de Tessalônica. Acredita-se que ele tenha nascido por volta de 1300 e sua mãe era uma judia convertida.
Ele entrou para a vida monástica cedo, se tornando um monge no Monte Sinai. Posteriormente, se tornou abade da Grande Lavra em Monte Atos e lá se tornou amigo pessoal de Gregório Palamas, de quem se tornou seguidor. Durante a controvérsia hesicasta ele foi um defensor da oração contemplativa chamada hesicasmo.
Filoteu era um escritor notável, escrevendo obras sobre a teologia das Energias Não-Criadas de Deus e atacando a filosofia escolástica que era então corrente na igreja ocidental. Sua obra mais famosa foi o Tomo Hagiorita, o manifesto dos monges de Monte Atos sobre como os santos partilha da Divina e não-criada Luz que os apóstolos presenciaram durante a Transfiguração de Jesus (veja Luz de Tabor).
Em 1347, Filoteu foi consagrado metropolita de Heracleia Síntica, na Trácia, e se tornou um protegido do co-imperador João VI Cantacuzeno. Ele passou a maior parte de sua vida em Constantinopla depois disso.

## Patriarcado
Em 1354, Filoteu foi apontado como patriarca de Constantinopla por João VI. Em 1355, após João V Paleólogo ter obtido a abdicação de João VI e forçado-o num mosteiro sob o nome de José Cristódulo, ele forçou também a deposição de Filoteu. Neste mesmo ano, o Império Otomano conseguiu fincar uma possessão na Europa, em Galípoli, ameaçando Constantinopla por outra direção. Sem opções, João V apelou por ajuda contra os turcos otomanos no ocidente propondo, em troca, terminar o Grande Cisma do Oriente entre Constantinopla e Roma. Contrário à reunião, Filoteu lutou contra os esforços de João V para iniciar as negociações com os papas Urbano V e Gregório XI.
Em 1364, Calisto abdicou e ajudou a restaurar Filoteu ao trono patriarcal, mas ele foi novamente deposto em 1376 pelo imperador Andrônico IV Paleólogo, quando este último ascendeu ao trono imperial após derrubar o pai na guerra civil bizantina de 1373-1379.
Filoteu perseguiu uma política eclesiástica para consolidar sob a jurisdição de Constantinopla as igrejas ortodoxas dos sérvios, russos e búlgaros e para reafirmar a primazia sobre todas as igrejas orientais. Ele ativamente interveio nos assuntos internos da Rússia para que todas as funções administrativas eclesiásticas fossem consolidadas sob o metropolita de Quieve, Cipriano, que residia em Moscou.

### Campanha contra os anti-palamitas
Filoteu era um defensor do hesicasmo e ajudou a causa dos hesicastas em 1368 ao apoiar a glorificação de Gregório Palamas num sínodo local. Um notável exemplo da campanha para forçar a ortodoxia da doutrina palamita foi a ação tomada pelo patriarca Filoteu I para quebrar a resistência de Demétrio Cidones e Prócoro Cidones. Com o apoio de seu irmão mais novo, Prócoro, Demétrio Cidones se opôs ao palamismo, que eles viam como politeísta ou panteísta. Exasperado com a relutância e teimosia dos dois em aceitar a nova doutrina, Filoteu convocou um sínodo contra eles em abril de 1368. Porém, esta medida extrema não conseguiu a submissão dos Cidones e, no fim, Filoteu excomungou e suspendeu os dois perpetuamente. O longo tomo que foi preparado para o sínodo concluiu com um decreto canonizando Palamas, que havia morrido em 1359. A resposta de Demétrio Cidones aos hesicastas após a sua excomunhão é considerada um exemplo clássico de polêmica católica contra o hesicasmo.